# Ária
Ária, no sentido estrito, é qualquer composição musical escrita para um cantor solista, tendo quase o mesmo significado de canção. Geralmente (mas não necessariamente) usa-se o termo "ária" quando está contida dentro de uma obra maior, como uma ópera, cantata ou oratório e "canção" quando é uma peça avulsa.
No sentido amplo, uma ária pode ser destinada a mais de um cantor: para dois cantores, chama-se duo ou dueto; para três, trio ou terceto, para quatro, quarteto e assim sucessivamente. Por exemplo, Bach chamou o duo de tenor e contralto (Wie selig sind doch die) da Cantata BWV 80 de Ária.
No Barroco, esse termo também era usado para designar peças instrumentais, para orquestra ou solista, que constituíam parte de uma suíte. Um dos exemplos mais famosos é a Ária da Suíte nº 3 para orquestra (Ária da 4ª Corda), de Johann Sebastian Bach.
Outros exemplos de ária são "Habanera", da ópera Carmen, de Bizet, e "Nessun Dorma", de  Turandot, de Puccini um dos também muitos exemplos é o Fado.

## Tipos de árias
- Ária do começo (da capo): com repetição da primeira parte, depois de a segunda ter sido executada. Para que houvesse contraste entre elas, a tonalidade podia ser alterada de maior para menor.
- Ária Cantante (Cantabile): Eram as árias do 'Bel Canto', onde a beleza do canto era mais importante do que a dramaticidade.
- Ária de Bravura (di Bravura): Ária com trinados, floreios, de maior dificuldade, escrita para o virtuoso.
- Ária de Personagem (di Carattere): Era a que mais deveria respeitar o texto, para que as palavras fossem perfeitamente ouvidas, com passagens em 'parlando', onde o cantor deveria falar ao invés de cantar.[1]